# PSTN
PSTN (Public Switched Telephone Network) е телефонна мрежа от канално-комутируемите публични мрежи по света. Наподобява топологията на интернет, който е глобална мрежа на пакетно-базираните комутируеми публични мрежи. Първоначално като мрежа от стационарни аналогови телефонни системи, а към момента почти изцяло цифрова, включваща също и мобилните телефони. PSTN изцяло се регулира от стандарти, създадени от ITU-T, използваща E.163/E.164 адреси (познати още като телефонни номера) за адресиране.

## Цифров канал (Digital Channel)
Въпреки че мрежата води началото си от използване на аналогови връзки през ръчни комутаторни табла, автоматичните комутатори заместват таблата, а впоследствие се използват цифровите технологии за комутация. Повечето комутатори използват цифрови вериги между телефонните централи, и двупроводна аналогова линия за връзка до повечето телефонни постове.
Основната цифрова верига в PSTN е канал – 64 кбит/сек, първоначално разработен от Bell Labs и наречен DS0 (Digital Signal 0). За да пренесе стандартен телефонен разговор от повикващия до повикания абонат, звуковият сигнал се дискретизира с честота 8 kHz и модулира с 8-битова импулсно-кодова модулация (Pulse Code Modulation). След това разговорът се предава през телефонните мрежи като комутирането се извършва посредством протокол SS7 между станциите под действието на обща маршрутизираща стратегия.
DS0 линиите се мултиплексират заедно, като се използва Time Division Multiplexing (TDM) – мултиплексиране с разделяне по време. Няколко DS0 биват мултиплексирани заедно в по-високо капацитивни вериги, например 24xDS0 = DS1, познат още като Т1. Европейският еквивалент е Е1, който съдържа 32х64кбит/сек канала. При по-модерните мрежи това мултиплексиране е преместено колкото може по-близо до крайния абонат, обикновено в комуникационни шкафове в близост до пътищата в населени места или в големи търговски сгради.
Единичните канали се предават от първия мултиплексор до станцията през набор от устройства с общо название Access Network. Access network и междуградският пренос на PSTN се извършват посредством синхронно оптично предаване (SONET и SDH), въпреки че в някои части все още се използва по-старата PDH (Плезиохронна цифрова йерархия) технология.

## Бъдещо развитие
Предполага се, че в бъдеще PSTN ще бъде просто едно от многото приложения на интернет – главната пречка, която трябва да бъде преодоляна, е качеството на услугата, тъй като поради сложността си интернет не може да гарантира такова качество на услуга, каквото е необходимо при VoIP системите.